# O Jerusalem
O Jerusalem är en amerikansk-fransk-grekisk-italiensk-brittisk-israelisk film från 2006.

## Handling
En berättelse om vänskap, mellan en judisk och en arabisk man, vid tiden för staten Israels bildande.

## Rollista (i urval)
- JJ Feild - Bobby Goldman
- Saïd Taghmaoui - Saïd Chahine
- Maria Papas - Hadassah
- Patrick Bruel - David Levin
- Ian Holm - Ben Gurion
- Tovah Feldshuh - Golda Meir
- Mel Raido - Jacob
- Cécile Cassel - Jane
- Tom Conti - Sir Cunningham
- Shirel - Yaël